# Heinrich Wolff (Theologe)
Heinrich Wolff (* 15. November 1733 in Krummenteich; † 15. Mai 1801 in Oldesloe) war ein deutscher evangelischer Theologe.

## Leben
Wolff erfuhr seine Vorbildung auf dem Johanneum in Hamburg. 1755 bezog er dann die Universität Jena zum Theologiestudium; zwei Jahre darauf wechselte er zur Universität Helmstedt. Nachdem er 1758 die Kandidatenprüfung in Hamburg drei Jahre danach auch in Altona und Kiel bestanden hatte, half er bei der Einrichtung der Stadtbibliothek Hamburg. Schließlich setzte man ihn am 1. Juni 1762 als Diakon in Wesselburen ein. Hauptpastor wurde er dort im Jahre 1766. Nachdem 1791 die Universität Kiel ihm den Grad eines Doktors der Theologie verliehen hatte, trat er im folgenden Jahr die Hauptpastor-Stelle in Oldesloe an. 1801 verstarb Wolff dort im Alter von 67 Jahren.

## Werke
- Gedankensprüche sammt dem Inhalt seiner neulichst gehaltenen Predigten (Hamburg 1762)
- Denkworte und Inhalt seiner über die Episteln 1782 gehaltenen Predigten (Hamburg 1783)
- Ueber die Feldmäuse in Vorderdithmarschen (Hamburg 1786)
- Versuch zur Beantwortung der Frage: Warum die Menschen so wenig und so selten in ihrem Umgang und in ihren Gesellschaften von Gott reden, da doch ihre Unterredungen keinen nützlichern Gegenstand haben können (Kiel 1792)
- Versuch die Feldmäuse zu vertilgen (Kiel 1794)